# Jules Jeanneney
Jules Jeanneney, född 6 juli 1864, död 27 april 1957, var en fransk politiker.
Jules Jeanneney var radikalsocialistisk deputerad 1902–1909, och senator från 1909. Han spelade en framträdande roll som generalsekreterare i krigskommittén 1917–1918 och understatssekreterare i konseljpresidiet hos Georges Clemenceau 1917–1920, var vicepresident i senaten och ordförande i dess finansutskott 1930–1932 och blev 1932 senatspresident efter Albert Lebrun. Jeanneney stödde 1940 Paul Reynauds förslag, att regeringen skulle flytta till Nordafrika. I juli 1940 presiderade han över senaten vid beviljandet av fullmakter åt Philippe Pétain men protesterade i augusti 1942 tillsammans med Édouard Herriot mot Vichyregeringens politik. Han ledde 1944 franska konsultativa församlingens omorganisation och var samma år minister utan portfölj i Charles de Gaulles regering. Jeanneney levde därefter som privatperson i Grenoble.